# باسكال بيا
باسكال بيا (بالفرنسية: Pascal Pia)‏ هو صحفي ورسام توضيحي فرنسي، ولد في 15 أغسطس 1903 في باريس في فرنسا، وتوفي بنفس المكان في 27 سبتمبر 1979.

## وصلات خارجية
- باسكال بيا على موقع ديسكوغز (الإنجليزية)